# Club Sandwich (film)
Club Sandwich  è un film del 2013 diretto da Fernando Eimbcke.
È stato presentato nella sezione "Contemporary World Cinema" del 2013 Toronto International Film Festival. Ha vinto il Golden Shell al San Sebastián film festival del 2013. Il film è stato presentato al Torino Film Festival 2013, dove tra l'altro ha vinto, in versione originale con sottotitoli in italiano.

## Trama
Paloma, madre single trentacinquenne, e suo figlio quindicenne Hector hanno un rapporto molto speciale. Durante una vacanza al mare, Hector stringe amicizia con la coetanea Jazmin, per la quale inizia a provare subito amore. Scioccata della cosa, Paloma farà di tutto per impedire che il figlio la metta da parte.

## Riconoscimenti
- 2013 - Festival internazionale del cinema di Mar del Plata
  - Candidato al miglior film a Fernando Eimbcke
- 2013 - Festival internazionale del cinema di San Sebastián
  - Conchiglia d'argento al miglior regista
- 2013 - Stockholm Film Festival
  - Candidato al Bronze Horse per il miglior film
- 2013 - Torino Film Festival
  - Miglior film
- 2014 - Premio Ariel
  - Candidato al Golden Ariel per il miglior film
  - Candidato al Silver Ariel per la miglior regia
- 2014 - Edinburgh International Film Festival
  - Candidato come miglior film internazionale
- 2014 - Hamburg Film Festival
  - Candidato al Premio della Critica
- 2014 - Festival internazionale del cinema di Mar del Plata
  - Candidato come miglior film
- 2014 - Miami Film Festival
  - Candidato al Gran Premio della Giuria
- 2014 - Nashville Film Festival
  - Candidato al Gran Premio della Giuria
- 2014 - Premios Fénix
  - Candidato al Premio Fénix per il miglior film
  - Candidato al Premio Fénix per la miglior regia
  - Candidato al Premio Fénix per la miglior sceneggiatura